# Rosa María Calaf

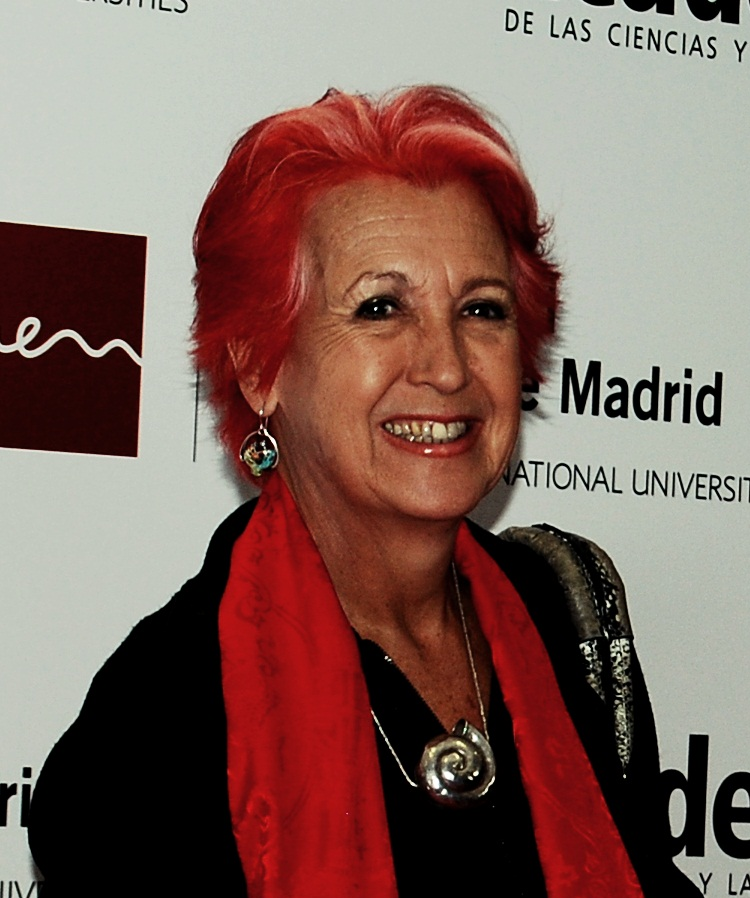
Rosa María Calaf (2012)

Rosa María Calaf Solé (geboren am 17. Juni 1945 in Barcelona) ist eine spanische Journalistin. Bekannt wurde sie durch ihre Reportagen für RTVE aus den Vereinigten Staaten, Moskau, Buenos Aires und Fernost.

## Biografie
Ihr Großvater mütterlicherseits war ein Unternehmer in Barcelona, der das Reisen liebte. Sie selbst begann ebenfalls in frühem Alter zu reisen. Mit 14 Jahren schickte ihre Familie sie zu Studien nach Frankreich und in die Vereinigten Staaten.
An der Universidad de Barcelona schloss sie ein Studium der Rechtswissenschaft und an der Universidad Autónoma de Barcelona ein journalistisches Studium ab. Zudem qualifizierte sie sich an der Freien Universität Brüssel als Master für europäische Institutionen und studierte Politikwissenschaft an der University of California in Los Angeles.
Ab 1970 arbeitete sie für das spanische Fernsehen in Barcelona. Sie gehörte damit zu den ersten weiblichen Reporterinnen im spanischen Fernsehen. Mit Einsätzen als Sonderkorrespondentin im Ausland begann ihre Karriere als international tätige Journalistin. 1982 gründete sie gemeinsam mit dem Journalisten Alfons Quinta den unabhängigen Fernsehsender TV3 und wirkte dort bis 1983 als Programmdirektorin.
1984, nach ihrer Rückkehr zu RTVE, erfolgte in New York ihre erste Anstellung als feste Auslandskorrespondentin. 1987 wechselte sie nach Moskau und erlebte dort das Ende der Sowjetunion und des Eisernen Vorhangs. Es folgten die Stationen Buenos Aires 1989–1993, Rom 1993–1995, Wien 1996, erneut Moskau 1996–1999, Hongkong 1998–2007 und Peking 2007–2008.
Zum persönlichen Markenzeichen wurde die silberne Haarsträhne über ihrer Stirn, eine Idee des katalanischen Friseurs und Künstlers Lluís Llongueras.

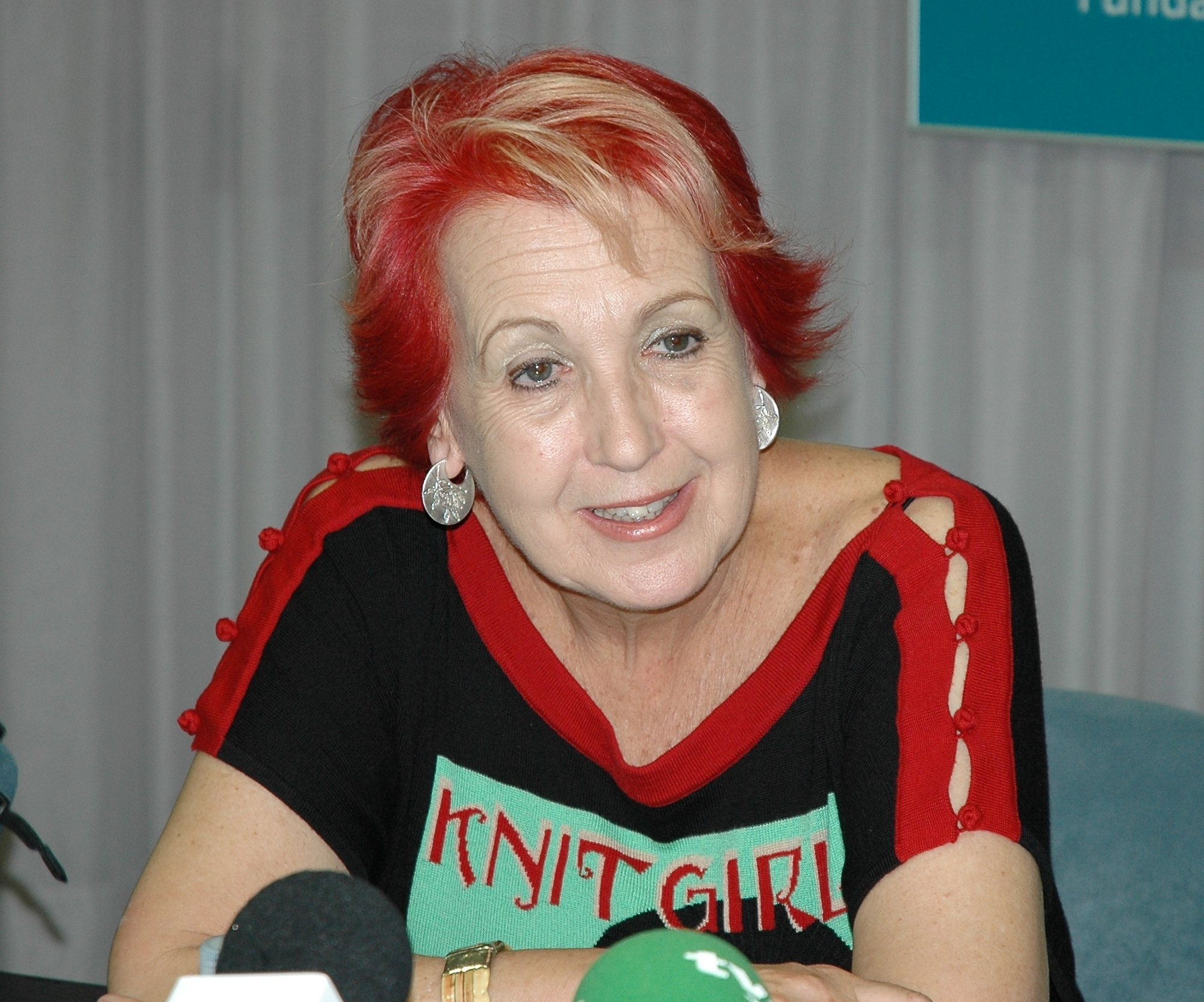
Rosa María Calaf, 2007

2008 ging Rosa María Calaf mit einer Abfindung von RTVE in den Vorruhestand. Im selben Jahr zeichnete die Universidad Rovira i Virgili in Tarragona sie als Ehrendoktorin aus. 2010 folgte die Universitas Miguel Hernández in Elche mit der gleichen Auszeichnung.
In den fast 40 Jahren ihrer Berufstätigkeit als Reporterin hatte sie fast 184 Länder besucht. Sie war dabei mannigfachen Risiken ausgesetzt, beispielsweise einer versuchten Vergewaltigung durch einen Gehilfen des Generals Dragomir Milošević in den 1990er Jahren. Gleichwohl stellte sie sich nie selbst als Gegenstand ihrer Reportagen in den Vordergrund, sondern stets die Betroffenen vor Ort, insbesondere die Frauen:

„No hablé de ello en su momento porque me parecía que era distraer la atención del tema real, que era lo que sucedía a las mujeres locales.“

„Ich sprach damals nicht davon, weil mir schien, es würde die Aufmerksamkeit vom eigentlichen Thema ablenken, nämlich dem, was den einheimischen Frauen geschah.“

„Ella jamás se ha puesto como protagonista en ninguna de las historias que ha cubierto, ha tenido siempre muy claro que los protagonistas son las personas que están sufriendo el conflicto.“

„In keiner der Geschichten, über die sie berichtete, hat sie sich jemals in den Vordergrund gestellt. Sie hat immer klargestellt, dass die Hauptpersonen diejenigen sind, die unter dem Konflikt leiden.“

2025 wurde sie mit dem Creu de Sant Jordi ausgezeichnet. Aktuell, Stand 2025, ist sie Mitglied im Redaktionsteam des Nachrichtenportals 65ymas für ältere Menschen.

## Zitate
„Ser críticos con la información nos convierte en ciudadanos libres.“

„Kritischer Umgang mit Information macht uns zu freien Bürgern.“

„Si sólo informamos sobre lo que tiene audiencia estamos haciendo una sociedad de consumidores, no de ciudadanos.“

„Wenn wir uns nur über das informieren, was das Publikum interessiert, sind wir eine Gesellschaft von Konsumenten, nicht von Bürgern.“

## Auszeichnungen (Auswahl)

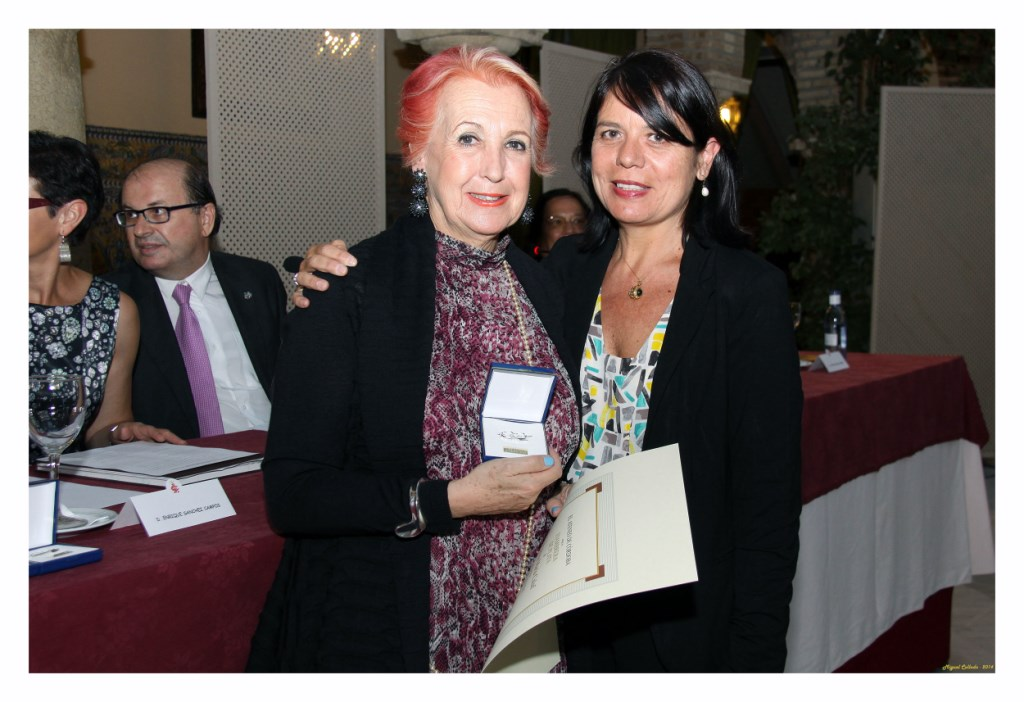
Rosa María Calaf 2014 bei der Verleihung der Fiambrera de Plata des Ateneo de Córdoba

- 2001 Premio Ondas für herausragende professionelle Arbeit.[20]
- 2001 Premio Micrófono de Plata Especial der Vereinigung der Radio- und Fernseh-Profis.[11]
- 2001 Periodista del año des Colegio de Periodistas de Cataluña.[21]
- 2001 Premio de periodismo Cirilo Rodríguez.[21]
- 2003 Ofici de periodista des Colegio de Periodistas de Cataluña.[21]
- 2004 Premio Protagonistas des Senders Onda Cero.[21]

- 2005 Premio Casa Asia für die Berichterstattung über den Tsunami von 2004.[20]
- 2006 Premio Club Internacional de Prensa für die beste Arbeit im Ausland.[21]
- 2006 Premio Etnosur der Stadt Jaén für die Arbeit zugunsten der Diversität.[21]
- 2007 Women Together Award der Vereinten Nationen.[20]
- 2007 Premio Cilrilo Rodríguez für die beste Arbeit des Jahres von Auslandskorrespondenten und Sonderkorrespondenten.[21]
- 2007 Premio Toda una vida der Academía de la Televisión für ihr journalistisches Lebenswerk.[21]
- 2008 Ehrendoktorin der Universidad Rovira i Virgili in Tarragona.[13]
- 2009 Periodista del año.[20]
- 2009 Premio José Couso für Pressefreiheit.[22]
- 2009 Preis der Asociación de la Prensa de Madrid.[20]
- 2010 Ehrendoktorin der Universitas Miguel Hernández in Elche.[15]
- 2014 Fiambrera de Plata[23] des Ateneo de Córdoba.[21]
- 2015 Premio Nacional de Periodismo Pedro Antonio de Alarcón der Stadt Guadix.[21]
- 2016 Premio Ángel Serradilla der Asociación de la Prensa von Huelva.[21]
- 2019 Premio Constantino Romero beim Festival von Vitoria.[20]
- 2024 Premio Luca de Tena.[24]
- 2025 Creu de Sant Jordi.[17]
- 2025 Premio Maga de Magas.[25]